# Steffen Weinhold

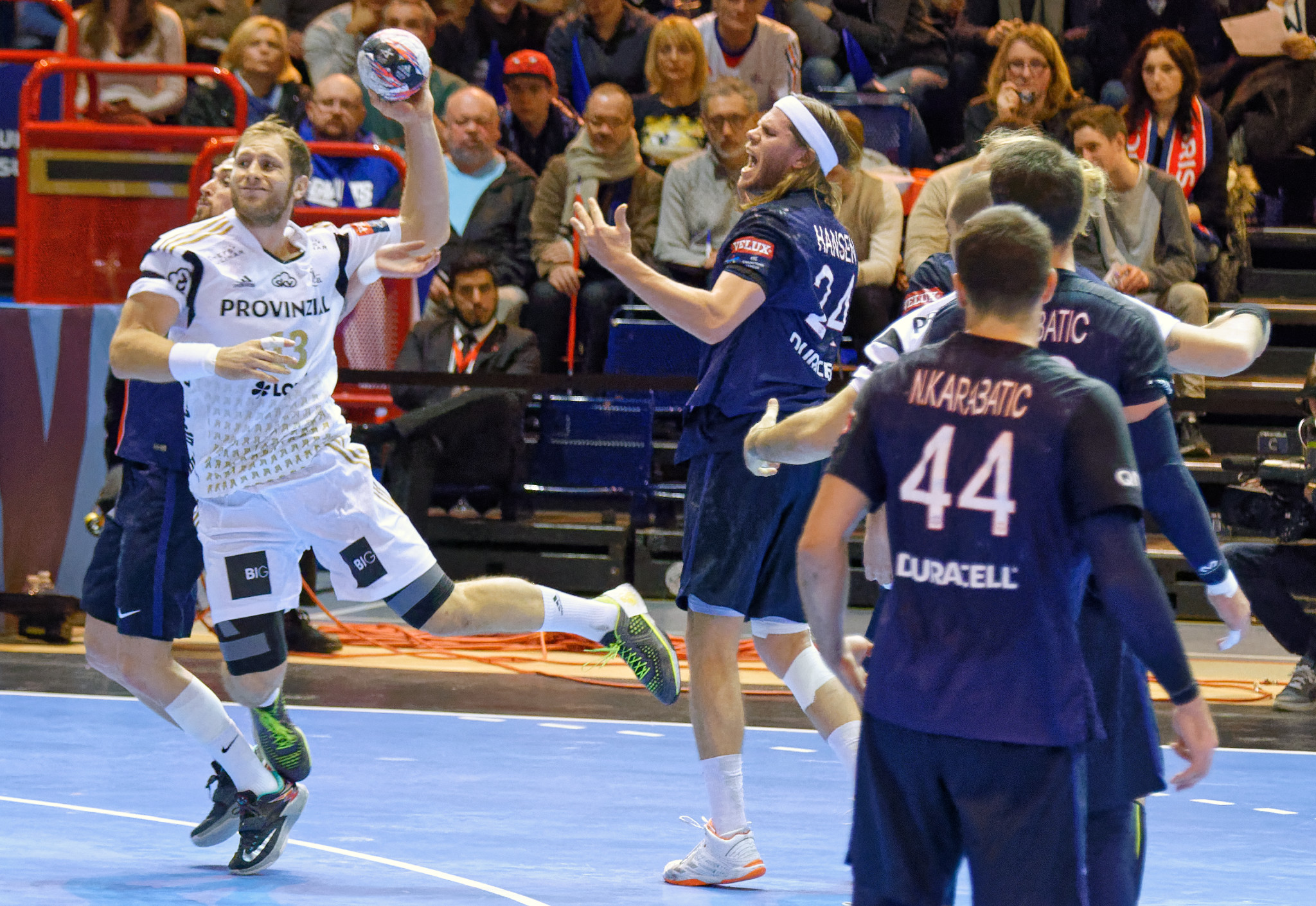
Steffen Weinhold avec le THW Kiel face au PSG, le 22 novembre 2015.

Steffen Weinhold, né le 19 juillet 1986 à Fürth, est un handballeur allemand. Il évolue au poste d'arrière droit en équipe nationale d'Allemagne depuis 2008 et au THW Kiel depuis 2014.
Il est notamment champion d'Europe 2016 avec l'équipe nationale d'Allemagne dont il fut capitaine lors du tournoi.

## Palmarès

### En club
Compétitions internationales
- Vainqueur de la Ligue des champions (C1) (2) : 2014 (avec SG Flensburg-Handewitt), 2020 (avec THW Kiel)
- Vainqueur de la Coupe de l'EHF (C3) (2) : 2008 (avec HSG Nordhorn), 2019 (avec THW Kiel)

Compétitions nationales
- Vainqueur du Championnat d'Allemagne (3) : 2015, 2020, 2021 (avec THW Kiel)
- Vainqueur de la Coupe d'Allemagne (3) : 2017, 2018, 2022 (avec THW Kiel)
- Vainqueur de la Supercoupe d'Allemagne (6) : 2013 (avec SG Flensburg-Handewitt), 2014, 2015, 2020, 2021, 2022 (avec THW Kiel)

### En équipe nationale
Jeux olympiques
- Médaille de bronze aux Jeux olympiques 2016,  Brésil
- 6e place aux Jeux olympiques 2020,  Japon

Championnats d'Europe
- Médaille d'or au Championnat d'Europe 2016,  Pologne
- 9e place au Championnat d'Europe 2018,  Croatie

Championnats du monde
- 5e place au championnat du monde 2013,  Espagne
- 7e place au championnat du monde 2015,  Qatar
- 4e place au championnat du monde 2019,  Allemagne et  Danemark

Autres
- médaille d'or au championnat d'Europe junior en 2006
- médaille d'argent au championnat du monde junior en 2007